# إسحاق كريستي-ديفيز
إسحاق كريستي-ديفيز (بالإنجليزية: Isaac Christie-Davies) هو لاعب كرة قدم بريطاني في مركز الوسط، ولد في 18 أكتوبر 1997 في برايتون في المملكة المتحدة. شارك مع منتخب إنجلترا تحت 16 سنة لكرة القدم ومنتخب إنجلترا تحت 17 سنة لكرة القدم ومنتخب ويلز تحت 21 سنة لكرة القدم. أما مع النوادي، فقد لعب مع تشيلسي تحت 23 سنة والأكاديمية.

## وصلات خارجية
- إسحاق كريستي-ديفيز على موقع الاتحاد الأوربي (الإنجليزية)
- إسحاق كريستي-ديفيز على موقع قاعدة بيانات كرة القدم.إي يو (الإنجليزية)
- إسحاق كريستي-ديفيز على موقع Soccerbase.com (لاعب) (الإنجليزية)
- إسحاق كريستي-ديفيز على موقع Soccerway.com (الإنجليزية)
- إسحاق كريستي-ديفيز على موقع Soccerway.com (الإنجليزية)
- إسحاق كريستي-ديفيز على موقع عالم كرة القدم.نت (الإنجليزية)